# Brenitsa
Brenitsa (búlgaro: Бренѝца) es un pueblo de Bulgaria perteneciente al municipio de Knezhá de la provincia de Pleven.
Se ubica unos 5 km al sureste de Knezhá, sobre la carretera 1304 que une Byala Slátina con el río Iskar.

## Demografía
En 2011 tiene 1886 habitantes, de los cuales el 88,12% son étnicamente búlgaros y el 5,99% gitanos.
En anteriores censos su población ha sido la siguiente:
| Gráfica de evolución demográfica de Brenitsa entre 1934 y 2011 |
|                                                                |